# Smilovice (ort i Tjeckien, Mellersta Böhmen)
Smilovice är en ort i Tjeckien.   Den ligger i regionen Mellersta Böhmen, i den centrala delen av landet, 50 km nordost om huvudstaden Prag. Smilovice ligger 209 meter över havet och antalet invånare är 571.
Terrängen runt Smilovice är huvudsakligen platt, men norrut är den kuperad. Runt Smilovice är det ganska tätbefolkat, med 70 invånare per kvadratkilometer. Närmaste större samhälle är Mladá Boleslav, 12,3 km norr om Smilovice. Trakten runt Smilovice består till största delen av jordbruksmark.